# 侯仁之
侯仁之（1911年12月6日—2013年10月22日），幼名光臨，祖籍山东恩县（今平原县恩城镇），生于直隶枣强，中国历史地理学家，北京大学教授，中国科学院院士。

## 生平

### 早年生涯
侯仁之祖籍山东省恩县庞庄，生于直隶省枣强县肖张镇。其父侯天成，字佑忱，毕业于基督教美国公理会1867年创办的顺天府通州潞河书院（燕京大学的前身之一），毕业后搬家到直隶省枣强县的肖张镇。肖张镇是伦敦传教会在中国内地传教的中心之一，有一座基督教堂、两座医院，教堂附设男子、女子学校各一，侯天成任教于其中的男子中学“抡才学校”。母亲刘毓兰没上过学堂，但年轻时送弟弟上学时也曾偷偷学过一些知识，结婚后向丈夫侯天成学会了识字、珠算。侯仁之是家中的长子，他出生时刘毓兰已年近四十，父母高兴地为他取名为光临，学名为仁之。侯仁之有一个比他小两岁的弟弟，名为重临，学名硕之。
侯仁之的父亲工作忙碌，教育他的主要是母亲。他的母亲信奉基督教，为侯仁之兄弟俩订阅了上海广学会的《福幼报》等多种启蒙读物，还为他们讲《圣经》故事。侯仁之因而深受基督教的影响。

### 中学时代
侯仁之小时候身体孱弱，经常生病，每次病后回到学校都要留级，学业很受影响，初中一年级他读了三年。侯仁之的堂兄侯成之毕业于东吴大学体育系毕业，此时正在德州博文中学任教。1926年，侯仁之离家前往德州，转学到德州博文中学初中一年级。转学到德州的侯仁之想参加篮球比赛，却因身体太弱被拒绝，他于是决定锻炼身体，坚持每晚在操场跑步，跑了一个冬天。第二年，侯仁之轻松获得了校春季运动会1500米冠军，这让他很受鼓舞。后来，他还参加了学校的足球队，当上了校队队长；男扮女装参演话剧《山河泪》，广受欢迎。初三上学期，侯仁之参加演讲比赛，夺得头名。1929年夏，侯仁之初中毕业时，他的母亲病逝。侯仁之的母亲曾说，希望侯仁之成为一名教师。侯仁之后来回忆道，母亲的期望激励他后来走上了从教的道路。
1929年夏天，侯仁之的父亲决定要他到济南的齐鲁大学附属高中就读，这所学校也是教会学校。侯仁之的两位远房堂兄在齐鲁大学医学院就读，侯仁之的父亲一直想让侯仁之当医生，因而选择了这所学校。然而，一个学期后，由于学生运动，齐鲁大学附属高中停办，侯仁之不得已只好回到德州博文中学读高中。德州博文中学没有在政府备案，学生无法直接报考大学，所以侯仁之在高中的最后一年转学到通县的潞河中学。
1931年初秋，20岁的侯仁之第一次来到北平，乘火车抵达北平东站。多年后，侯仁之仍记得此时的情景：“那是我在中学的最后一年，1931年的初秋，我从南方来，到了北京城，夕阳西下的时候出北京东站，那个东站在前门外的东边，现在搬家了，随着人群走出来灯火辉煌之中，我看见正阳门的箭楼雄伟孤立在那儿，那时候城墙可以看到一个城门，从城东可以穿过去，雄伟的建筑，深厚的城墙，就留下非常深刻的印象。”随后侯仁之便转赴通县潞河中学报到。
1931年，日本发动九一八事变。侯仁之回忆：“同学们掀起了轰轰烈烈的学生运动，宣传抗日，抵制日货，检查日货，军训……但是到了年底，政府再也不许提抗日了。我们想不通……那天，我实在闷得很，一个人去城里，从学校一直走到前门。我是想买一本上海开明书店出版的《中学生》，我非常喜欢这个杂志。我一个人走，心里太烦闷了。当时没希望啊，抗日也不允许了！我们该怎么办呢？也不知走了多长时间，到了杨梅竹斜街开明书店的分店，买了这本杂志回去了。它对我影响太大了！里面有一篇文章，不长，但写得特别好，满腔热情地勉励青年‘不要空谈救国’，要‘到民间去’，‘要把自己的脊梁竖起来，真正去唤醒民众’。那作者的署名是顾颉刚。”
侯仁之受这篇文章影响很深。潞河中学校长陈昌祐建议侯仁之报考顾颉刚教授所在的燕京大学历史系。侯仁之同胞弟侯硕之商量是学医还是赴燕京大学学历史，侯硕之对侯仁之说：“学医只能给个人看病，学历史可以给社会看病。”这番话使侯仁之决定报考燕京大学历史系投奔顾颉刚。

### 大学生活

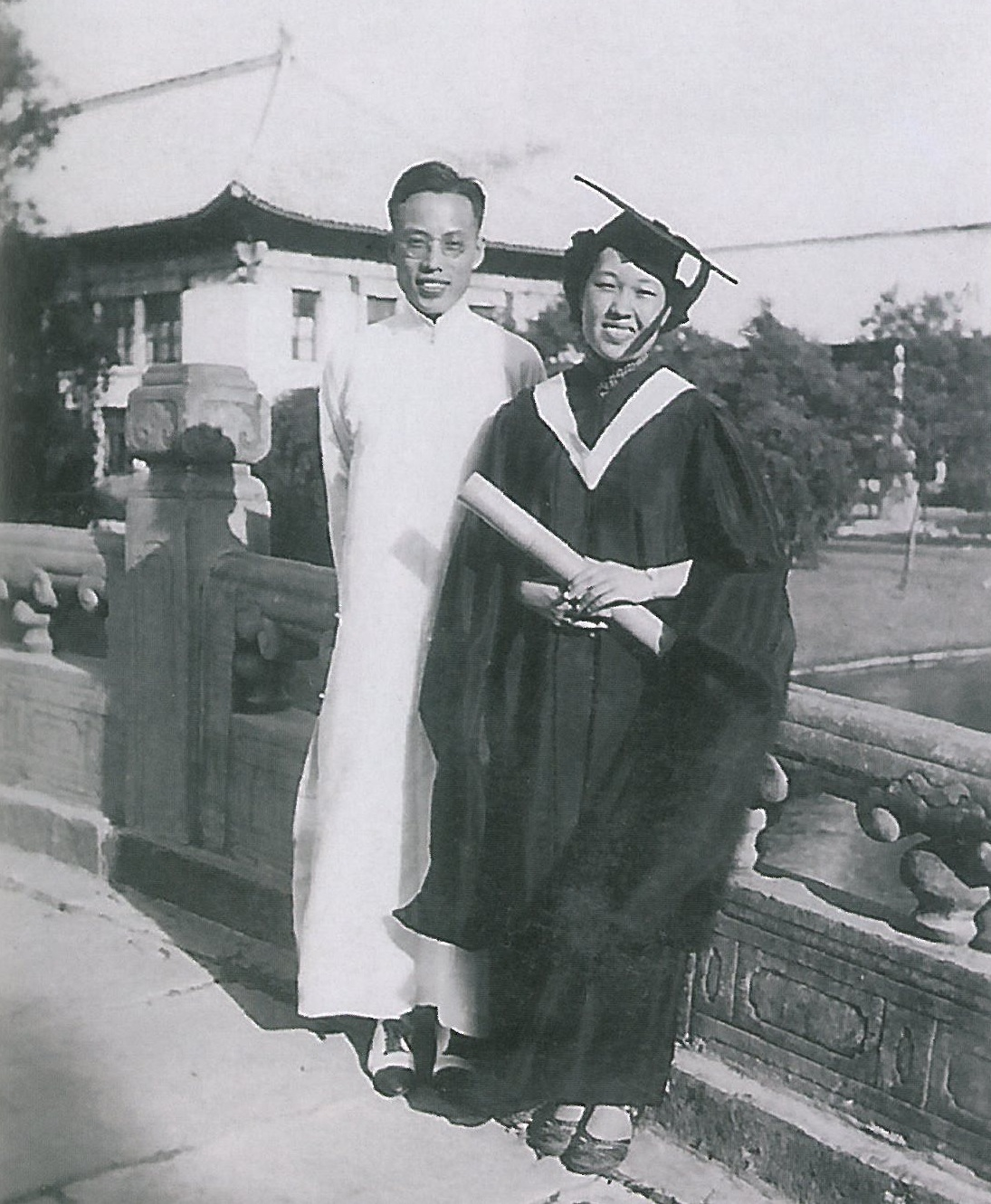
1938年侯仁之与夫人张玮瑛在燕京大学校友桥

1932年，侯仁之考取燕京大学历史系，获得奖学金支助。侯仁之在此经历四年本科学习，在洪业和顾颉刚教授的训练与启发下，开始了学术研究生涯。1936年本科毕业后，侯仁之奉燕京大学历史系主任顾颉刚之命，留校做研究生兼助教。1937年“七七事变”爆发，日军占领北平，顾颉刚离校南下，侯仁之遂转为洪业教授的研究生，此时侯仁之的研究方向已向历史地理学发展。洪业教授对侯仁之说：“择校不如投师，投师要投名师。”他建议侯仁之赴英国利物浦大学地理系深造。1940年，侯仁之在洪业的指导下完成研究生论文，获硕士学位。按照洪业的安排，本来侯仁之要赴英国利物浦大学深造，但因欧洲第二次世界大战发生，该计划只好搁浅。
1937年秋，身为研究生的侯仁之依据自己在团契“朝会”上的发言写成一本小册子《基督教与人类之再造》。这是当时任团契主席的赵紫宸（燕京大学宗教学院院长）向侯仁之的约稿。小册子印出后，在燕京大学师生中传播。1938年的一天，侯仁之在燕京大学校园内遇到校长司徒雷登，司徒雷登告诉侯仁之，他看了这本小册子，认为很好。侯仁之回忆，当时自己写这本小册子是受英国作家赫伯特·乔治·威尔斯在《世界史纲》及《人类的工作、财富与幸福》两本书中表达的改良主义的影响。
在燕京大学，侯仁之结识了张玮瑛，二人相恋。张玮瑛也生于基督教家庭，其母亲还曾任天津基督教女青年会会长。1939年，侯仁之与张玮瑛在燕京大学临湖轩举办了简朴的婚礼，燕京大学校长司徒雷登做证婚人。

### 被捕经历
1937年卢沟桥事变后，日本宪兵队驻扎在西苑，燕京大学成立了学生生活辅导委员会，美国籍教授夏仁德任主席，侯仁之任副主席。学生生活辅导委员会先后秘密协助不少燕京大学学生赴中共的抗日根据地或者重庆国民政府统治的大后方。侯仁之回忆，在中共地下党的安排之下，仅经他联系赴解放区的学生便有三批。
1941年12月，日本发动太平洋战争后，燕京大学随即遭日本人查封，正在燕京大学任教并兼任学生生活辅导委员会副主席的侯仁之及其他一些燕京大学教授遭日本宪兵逮捕，关押在位于北京大学红楼的日军监狱。当时，和侯仁之一同关押在牢房中的是位青年学生孙以亮，即日后成为知名演员的孙道临。日本人在监狱中多次对侯仁之审问，侯仁之绝口不提学生生活辅导委员会送学生赴抗日根据地或者大后方的情况，咬定自己是信基督教的大学教师。
后来，日本人又将侯仁之等教授押送到炮局胡同监狱。年老体弱的邓之诚教授因为冻饿而生病，侯仁之便偷偷调换了铺位，移至邓之诚身边，将自己的衣服给邓之诚老师盖上御寒，晚上则挨着邓之诚睡以给其带来温暖。侯仁之被送入炮局胡同监狱关押后，日本人仍然查无实据，1942年6月只得以“心传心，抗日反日”的罪名判处侯仁之有期徒刑一年，缓刑三年，取保开释。侯仁之取保开释后，便赴天津与妻子张玮瑛会合，在天津定居，直到抗日战争胜利。
侯仁之在天津居住期间，燕京大学的两名学生被日本宪兵逮捕，二人对燕京大学学生赴解放区的情况了如指掌，若二人是因此事而被捕，那么侯仁之便难逃一死。侯仁之认为必须赶紧逃离沦陷区。张玮瑛则说：“这样的大事，应当告诉洪业老师，听听他的意见。”她独自赴北平，当晚返回天津，将洪业的意见带给侯仁之：一是侯仁之不能走，因为一旦牵连到侯仁之，却抓不到他，必然抓他的铺保；二是若再次被捕，甚至被判死刑，燕京大学的人也会知道“侯仁之是为什么而死的”。听到洪业的意见之后，侯仁之决定不走了。不久消息传来，两位学生遭受酷刑，但坚贞不屈，日本人最后不得不将二人释放。
侯仁之出狱后，由于处在保释期，所以没有迁徙自由。常有着便衣或西装的日本人上门盘问：“现在干什么啦？”汉奸也拉拢他赴日伪的研究机构工作。后来，为了摆脱这些纠缠，侯仁之来到法国天主教学校——天津工商学院工作并开展研究。其间，他写完了《北京金水河考》以及《天津聚落的起源》。

### 留学英伦
抗日战争胜利后，侯仁之回到燕京大学。按照洪业的安排，侯仁之在1946年8月赴英国利物浦大学地理系学习。在利物浦大学，侯仁之成为利物浦大学地理系主任、历史地理学奠基人之一亨利·克利福德·达比（1909年－1992年）教授的学生。在达比教授的学术理论及研究方法的指导下，侯仁之取得了新的学术突破，1949年7月获得英国利物浦大学哲学博士学位。博士论文为《北京的历史地理》。
侯仁之直到留学英国时，一直将人类进步与基督教联系起来思考。在利物浦大学地理系留学期间，一次在学生宿舍会客厅中，他偶然见到一本坎特伯雷教长撰写的书《占世界六分之一的社会主义》（The Socialist Sixth of the World，by The Dean of Canterbury）。该书是一本饱含对苏联社会主义“实验”的同情的基督教书籍。侯仁之翻看了几页，被该书深深吸引，随即到书店购买了一册，连夜阅读。该书对侯仁之影响巨大，他在该书的扉页上写道：
　　

一九四八年二月二十七日正午于利物浦大学宿舍会客厅中偶检此书，匆匆看完序文，以为我历年追求之梦想尽在斯矣。下午急赴市内购得此册，当晚读毕四十六页。忆十年前卢沟桥大战爆发之后，余困居平西蔚秀园，曾草成“基督教与人类之再造”一书，痛感耶稣之训诲实与现社会制度格格不入，而教会中人视如不见，听若罔闻，殊为可怪。嗣以印稿一册寄赠星洲好友沈祖荫，来信说所见甚是，但“天路历程”何由而致，余亦未能置答。今得此书，岂现世界中之“天路历程”乎？访苏之志由是益决。

仁之记。二十八日夜宿舍中正举行跳舞会中。今日又购卫布夫妇《苏联共产主义》与此书作者另一近著，共三册，计付二英镑五先令。
1951年6月14日，沈祖荫在致侯仁之的信中提到这件往事：
大前天礼拜，又翻出你十年前寄我的《基督教与人类之再造》和我给你信《论“天路历程”》来重读一过（仁之，实际上你早已是一个辩证唯物论的信徒并且越来越是了，宗教对于你只是一件外衣），看到当时自己言论的肯定有力，一刹那间恢复了一点自信。
1948年夏，留英中国同学会在利物浦大学开会之时，侯仁之购得香港出版的毛泽东《新民主主义论》，一直保存至今。留学英国期间，本身并非中共党员的侯仁之成为左翼学生骨干，先后出任中国留英学生会副主席（主席为中共地下党员曹日昌）、中国留英学生会利物浦分会主席，在中国共产党地下党员计晋仁、英国共产党党员陈天声的领导下，动员和争取留英学生归国，并起草《中国科学工作者协会·英国协会会章》，提出“加紧认识民主的新中国”。

### 归国研究
1949年9月初，侯仁之归国。他持中共旅英党组织的介绍信，到香港找到新华社驻港机构接头，由新华社驻港机构安排乘船北上。1949年9月29日，侯仁之抵达北京，随后他和夏仁德教授作为燕京大学的代表于10月1日在天安门广场上参加了开国大典。当晚，燕京大学安排侯仁之在燕京大学贝公楼礼堂为全校学生作报告，介绍他当天的感受。
1950年，侯仁之重返燕京大学任教，不久搬到燕南园61号居住。他历任燕京大学副教授、教授。1950年，侯仁之发表《“中国沿革地理”课程商榷》一文，率先奠定了建立中国现代历史地理学的理论基础。1952年院系调整，侯仁之改任北京大学副教务长，并且兼任新成立的北京大学地质地理系（后来改为地理系）主任，自此“历史地理学”正式出现在中国的大学课程中，侯仁之也开始系统的学术研究活动。1950年代至1960年代初，侯仁之在学术上取得丰硕成果。
1950年，应梁思成之邀，侯仁之任“北京市都市计划委员会”委员，为北京的城市规划提供研究参考。侯仁之乃写出了他在中华人民共和国成立后的首篇研究论文《北京海淀附近的地形、水道与聚落》，为北京市海淀区的规划提供依据。他深入研究了北京城的起源与城址变迁、城市发展特点及规律，为中华人民共和国首都北京市的建设提供了参考。后来侯仁之先后写出《关于古代北京的几个问题》、《元大都与明清北京城》、《北京都市发展过程中的水源问题》等论文。
1951年5月23日星期三人民日报载侯仁之文章，“谓参观土改从农民学到阶斗争的恨与爱，此正今后知识分子应走之方向。侯生一语破的，应受上赏也！何以他人皆不能从此处着想，或有授意耶！”
1958年10月，侯仁之作为北京大学地质地理系主任，参加了在呼和浩特召开的内蒙古、宁夏、陕西、甘肃、青海、新疆六省区治理沙漠规划会议。会后，他将研究领域拓宽到沙漠，从1960年开始，他利用假期，率北京大学地质地理系部分师生赴西北半干旱地区，对宁夏盐池、灵武一带的沙漠化及土壤侵蚀状况进行了一个月的调查，写成专题研究论文《从人类活动的遗迹探索河东沙区的变迁》。1962年底，在国务院农林办公室的直接领导下，侯仁之制定了十年考察计划：自1963年至1972年，完成从内蒙故西部经河西走廊到新疆南部的沙漠考察。1963年，侯仁之考察乌兰布和沙漠，为包钢建设配套基地开展了论证研究。在乌兰布和沙漠北部，侯仁之等人发现3个古城，经考证为汉朝的临戎、三封、窳浑。后来他和北京大学考古系的俞伟超合写《乌兰布和沙漠北部的汉代垦区》、《乌兰布和沙漠的考古发现和地理环境的变迁》两文，引起学术界及当地政府重视。1964年8月，侯仁之等人来到鄂尔多斯的毛乌素沙漠，考察了该沙漠东南角红柳河畔的两座古城遗址——统万城、城川城。此后，他发表了《从红柳河上的古城废墟看毛乌素沙漠的变迁》等研究论文，在国内外产生很大影响。侯仁之通过上述研究，开创了“沙漠历史地理”。在侯仁之带领下，中国西北地区的历史环境变迁研究开展起来，北京大学设立了“沙漠历史地理”研究方向。侯仁之的研究为三北防护林带的兴建提供了科学依据。
中华人民共和国成立初期，政治运动不断。燕京大学由于是教会大学，以“控诉美帝文化侵略，肃清亲美、崇美、恐美思想”为主。随后又开展“知识分子思想改造”。侯仁之在燕京大学属于“可以信赖”的知识分子，率先在全校大会上作示范性检查，并顺利过关。后来，侯仁之递交了入党申请。1956年，中国共产党虽对高级知识分子采取温和政策，但其中的刚性本质仍然很强。如北京大学党委的报告称冯友兰、侯仁之为“投机取巧分子”，认为他们企图混入中共党内。1959年，中共北京市委布置北京市各高校吸收一批老专家入党，由中共北京市委大学部提名，报经中共北京市委同意。北京大学当时有周培源、高小霞、侯仁之等四人，最后侯仁之未能入党。侯仁之是北京大学副教务长，但申请加入中国共产党却一直很艰难，主要是因他与多年好友沈祖荫（托派分子）的关系未查清。初中一年级时，侯仁之与沈祖荫交好，沈祖荫后被打成托派，中共党组织让侯仁之揭发，侯仁之说不清楚，因此这被当作政治上的“疑点”保留，侯仁之的入党申请也因而一直未获批准。直到文化大革命，还有人提起此事，企图从政治上打垮侯仁之。

### 文革遭遇
文化大革命爆发后，侯仁之受到批斗，罪名是“三家村幹将”，因为他曾为吴晗主编的地理小丛书撰写了其中的《徐霞客》与《历史上的北京城》。后来，他又因反对北京大学掌权的聂元梓，被打成“反革命”而停职审查。季羡林回忆称：
新北大公社的广播经常鬼哭神嚎地喊出了周一良、侯仁之、季羡林的名字，连成了一串，仿佛我们是三位一体似的。有一次，忘记了是批斗什么人，我们三个都是“陪斗”。我们被赶进了原大饭厅台下的一间小屋里，像达摩老祖一样，面壁而立……忽听台上一声狮子吼：“把侯仁之、周一良、季羡林押上来！”我们就被两个壮汉反剪双臂押上台去，口号声震天动地。
1969年夏，侯仁之被下放到江西鲤鱼洲的北京大学五七干校接受劳动改造两年，该地区是严重的血吸虫病发病区，侯仁之等人在此从事繁重的体力劳动。在鲤鱼洲，侯仁之先后参加了筑堤抗洪，插秧、育秧，打场、割稻等各项劳动。赴鲤鱼洲时，侯仁之带了一个扁担，返回北京时又带回。后来他风趣地说：“铁肩担道义，妙手著文章。”

### 学术新生
1972年，中华人民共和国恢复了包括文物考古在内的部分学科的学术研究，侯仁之自此重新开始研究活动。1978年全国科学大会后，侯仁之重返西北沙区考察。1979年出版了首部个人学术论文集《历史地理学的理论与实践》。1980年，侯仁之当选为中国科学院地学部学部委员。1981年，侯仁之加入中国共产党。
后来，侯仁之进一步深入研究北京历史地理，继续为北京市的城市规划提供参考，并组织于1986年完成了他久已计划的《北京历史地理图集》的编绘出版，获北京市科技进步一等奖。 他最重要的研究成果已体现在《北京城市建设总体规划方案》中。在北京城市建设的过程中，侯仁之为保护莲花池、万宁桥、卢沟桥等北京古城遗迹、遗址作出了重要贡献。除北京外，他还开展了对邯郸市、承德市、淄博市、芜湖市等城市的历史地理考察，丰富了中国城市地理研究的成果。到21世纪初，他正在担任北京大学城市与环境学院教授、博士生导师，还兼任北京市人民政府首都发展战略顾问组顾问等职。
侯仁之在学术理论和研究方法上发展了现代历史地理学，开创了“城市历史地理”与“沙漠历史地理”研究的新领域，系统阐释了多个类型的城市发展规律及其地理条件，为相关的城市规划作出贡献。1984年，侯仁之被英国利物浦大学授予“荣誉科学博士”称号。1999年10月，侯仁之获1999年度何梁何利基金“科学与技术成就奖”。1999年12月，侯仁之被美国国家地理学会授予乔治·戴维森勋章，成为首个获该荣誉的中国人。
1982年，根据侯仁之（北京大学）、郑孝燮（中华人民共和国建设部）、单士元（故宫博物院）三人的提议，中华人民共和国设立了“国家历史文化名城”这一文物保护机制。《中华人民共和国文物保护法》规定，历史文化名城是指“保存文物特别丰富，具有重大历史文化价值和革命意义的城市”。
1984年，侯仁之赴美国康奈尔大学城市与区域规划系进行研究，在妻子的协助下完成了论文《从北京到华盛顿 ———城市设计主题思想试探》。在康奈尔大学研究期间，侯仁之得知联合国教科文组织有《保护世界文化和自然遗产公约》，中国尚未参加。1985年4月全国两会开会时，侯仁之以全国政协委员的身份正式提交了自己起草的提案，认为中国政府应尽早批准该公约，并由其他三位全国政协委员阳含熙、郑孝燮、罗哲文共同签名。该提案最终促成1985年11月，全国人大常委会批准中国参加《保护世界文化和自然遗产公约》。侯仁之因此被誉为“中国申遗第一人”。经他努力，1987年，故宫、长城、周口店北京人遗址被联合国教科文组织列入世界遗产名录，成为中国首批入选世界遗产名录的项目。
2013年10月22日，侯仁之在北京友谊医院病逝，享年102岁。

## 著作
- 《历史地理学的理论与实践》
- 《历史地理学四论》
- 《北京历史地图集》第一集、第二集[9]
- 《步芳集》
- 《侯仁之燕园论学集》
- 《侯仁之院士文集》
- 《中国古代地理学简史》
- 《北京城市历史地理》

## 轶事

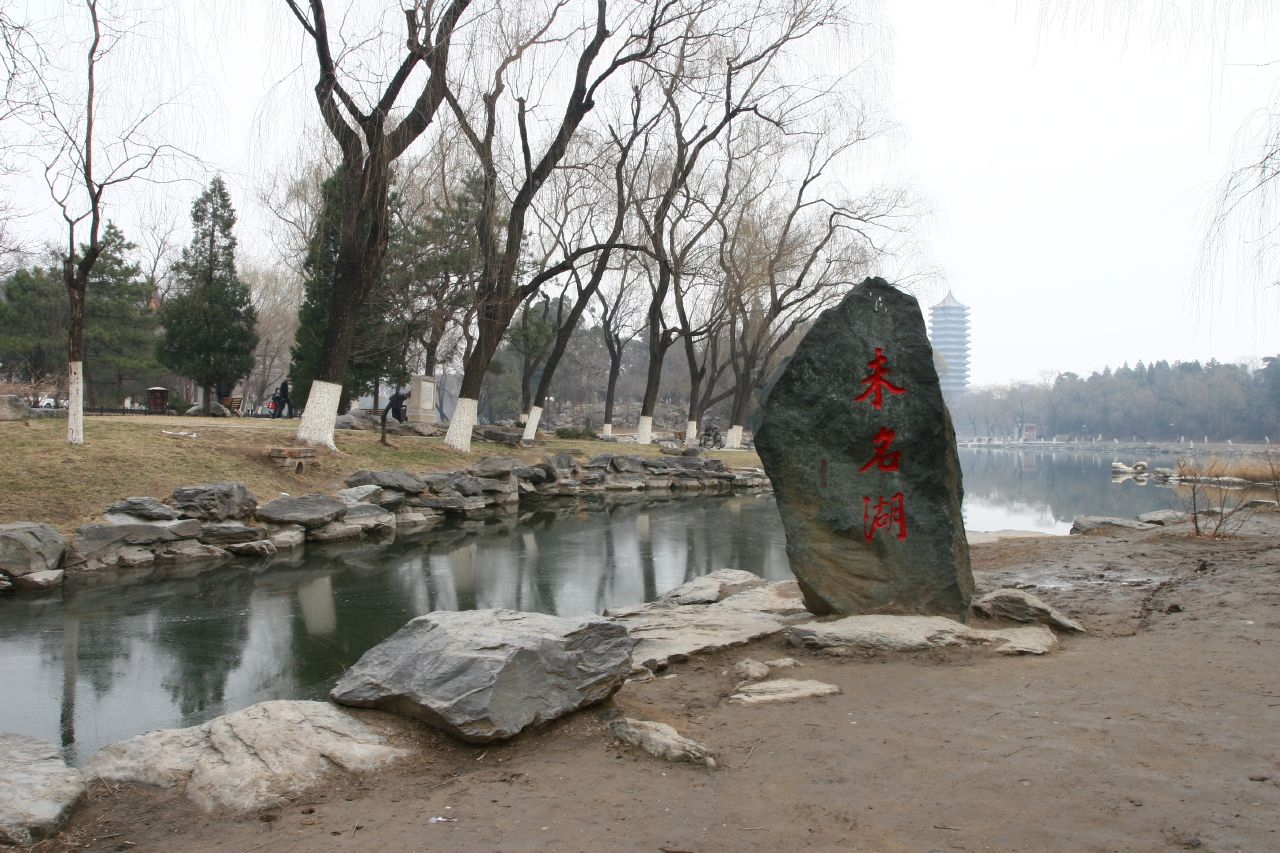
北京大学未名湖畔的西南侧的“未名湖”石碑

1988年，由侯仁之撰文、刘炳森书丹的《明北京城城墙遗迹维修记》竖立在北京市西二环西便门桥中央的明北京城城墙遗迹处。
1990年，侯仁之撰写《白浮泉遗址整修记》，刻成石碑立在北京市海淀区白浮泉遗址。
1995年，为纪念北京建城3040年，宣武区人民政府决定在滨河公园建一座蓟城纪念柱。该柱后来拆除，于2002年重建，仍由中央美术学院设计，2003年1月竣工。蓟城纪念柱前立有石碑，正面刻有侯仁之撰写的《北京建城记》，背面刻有《宣武区人民政府建碑记》，石碑1995年与蓟城纪念柱同时落成，后来同时拆除，2002年同时重建。
北京大学未名湖畔的西南侧有一块石碑，上书“未名湖”三个大字，落款为“侯仁之”。这是1998年北京大学百年校庆时所立，由侯仁之题写。
2003年，北京建都纪念阙在宣武区滨河公园内的金中都大安殿遗址上揭幕，纪念阙正面朝南，正面镌刻“金宫殿故址”五个金色大字，东面是侯仁之撰写的《北京建都记》，西面是宣武区人民政府设立的建阙说明。